# كبلر-17b
كليبر 17 بي (بالإنجليزية: Kepler-17b)‏ الذي يرمز له بالرمز KOI-203b، هو كوكب خارج المجموعة الشمسية، في كوكبة الدجاجة (كوكبة)، يتبع Kepler-17 ‏.

## الاكتشاف
اكتشف في 25 أكتوبر 2011.